# Aprotinina
El Aprotinina es un agente hemostático que inhibe las proteasas

## Marcas comerciales
- Trasylol®
- Antagosan®
- Antikrein®
- Aprotimbin®
- Contrical®
- Contrikal®
- Fase®
- Gordox®
- Haemoprot®
- Iniprol®
- Rivilina®
- Trazina®

## Características químicas
- Fórmula química: C284H432N84O79S7
- Tiene 58 residuos de aminoácidos.
- Es un polipeptido de cadena simple con 6512 Daltons.
- Tiene tres puentes disulfuro.
- El sitio de unión es lisina-15 alanina-16.
- Forma complejos estequimétricos reversibles.

## Propiedades

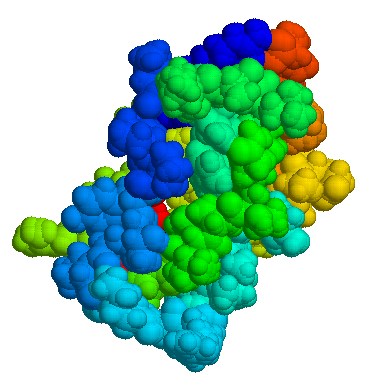
Fórmula estructural de la aprotinina.

Es un polipéptido extraído del pulmón bovino. Su principal función es inhibir enzimas que degradan las proteínas: serinproteasas, tripsina, plasmina y calicreína. Influye en el sistema de coagulación y por lo general es usada para disminuir el sangrado de los pacientes durante cirugías del corazón, hemorragias causadas por deficiencias en la coagulación, complicaciones en el tratamiento trombolítico y finalmente combinada con el ácido tranexámico es utilizada para prevenir recaídas de hemorragias cerebrales. Su mecanismo de acción sobre la coagulación es inhibir de manera reversible la plasmina, tripsina, calicreína tanto en el plasma como a nivel tisular. Además inhibe la fibrinólisis y el recambio de los factores de coagulación y de esta manera logra disminuir el sangrado.
El tiempo que dura en el plasma es de aproximadamente 2,5 horas y el cuerpo lo metaboliza principalmente en el riñón.

## Empleo
Se debe administrar lentamente (20-30 minutos) mediante vía intravenosa o infusión corta con el paciente en posición decúbito supino (boca arriba). Debe inyectarse máximo 50.000 UIC/min y por la incompatibilidad que tiene con otros fármacos debe evitar mezclarse en la aplicación. Si se administra en menos de 20 minutos puede bajar la presión arterial.

## Dosificación
Debido a las reacciones alérgicas que puede causar es recomendado aplicar 10.000 UIC por lo menos diez minutos antes de aplicar la dosis completa. En caso de que el paciente no presente ninguna reacción adversa, entonces se puede seguir aplicando la dosis terapéutica recomendada. Para niños la dosis depende del peso pero por lo general se aplica 20.000 uUIC/kg/día.

## Interacción
- Inhibe la acción de los trombolíticos.
- Si se administra junto con heparina aumenta el tiempo de coagulación activa.
- Disminuye el efecto antihipertensivo de los inhibidores ACE.

## Reacciones adversas
Porcentajes de Pacientes a los que se les administró el medicamento:
- 15% Fiebre
- 10% Náuseas
- 6% Flutter Atrial
- 1-2%. Trombosis, Bradicardia, Isquemia del Miocardio, Náuseas fibrilación ventricular, shock, ansiedad, agitación, mareo, convulsiones, hemorragia gastrointestinal.
- En el 1% de los pacientes sometidos a cirugía, altas dosis provocaron un aumento de la creatininemia.

Pueden presentarse además reacciones anafilácticas no solo en el primer uso sino después del uso repetitivo de aprotinina, sin embargo esta reacción se da en menos del 0.5% de los pacientes

## Advertencias
- En pacientes con insuficiencias renales la Aprotinina puede aumentar la necesidad de realizar diálisis así como también la probabilidad de falla renal.
- Está ligado con el aumento de falla cardiaca.
- Los pacientes con historia de alergias tienen más probabilidad de desarrollar reacciones adversas.
- Eficacia no establecida en niños.

### Embarazo
- No hay evidencia de que se excrete mediante la leche materna, sin embargo se debe utilizar con precaución.
- En los estudios realizados en animales no se observaron efectos teratogénicos. No hay estudios validados en mujeres embarazadas.

## Contraindicaciones
Hipersensibilidad a la aprotinina

### Texto de encabezado
- Datos: Q418625